# 本郷駅 (愛知県)

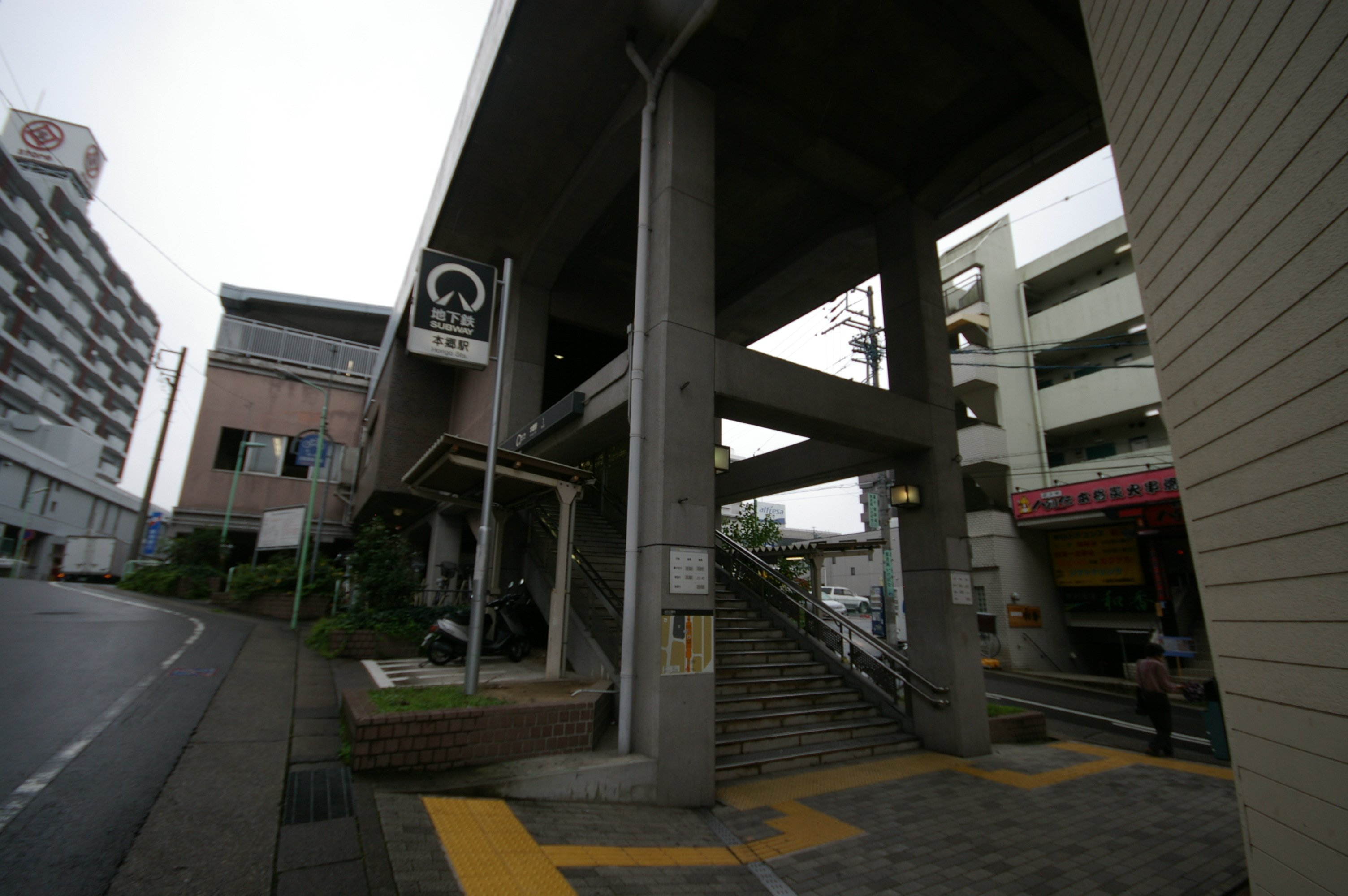
駅入口（2009年8月）

本郷駅（ほんごうえき）は、愛知県名古屋市名東区本郷二丁目にある、名古屋市営地下鉄東山線の駅である。駅番号はH21。

## 歴史
- 1969年（昭和44年）4月1日：開業。
- 2011年（平成23年）2月11日：manacaの供用を開始。
- 2016年（平成28年）2月22日：可動式ホーム柵使用開始[2]。

## 駅構造
相対式2面2線のホームを持つ高架駅で可動式ホーム柵が設置されている。改札口は2ヶ所。バリアフリーの対応として、東改札口と各ホームとの間に1基ずつ、合計2基のエレベーターが設置されている。また、東改札口の外にパン販売店（ヴィ・ド・フランス）もある。
当駅は、東山線駅務区名古屋管区駅が管轄している。

### のりば
| ホーム | 路線   | 行先                 |
| ------ | ------ | -------------------- |
| 1      | 東山線 | 藤が丘方面           |
| 2      | 東山線 | 栄・名古屋・高畑方面 |

## 利用状況
- 2019年度の一日平均の乗車人員は11,185人であった。

## 駅周辺
駅の所在地は本郷二丁目であるが、駅のすぐ西にある愛知県道59号名古屋中環状線より西は上社二丁目になる。なお、当駅から東山通沿いに東へ10分ほど歩くと長久手市との境界（大久田交差点）にさしかかる。駅周辺は名東区の中心である。
- 名古屋市名東区役所
  - 名古屋市名東保健センター
- 三菱UFJ銀行 藤ヶ丘支店・地下鉄本郷駅前出張所
- あいち銀行 藤ヶ丘支店・地下鉄本郷駅出張所
- 十六銀行 本郷支店[4]
- 岡崎信用金庫 本郷支店
- 名古屋市立本郷小学校
- 本郷公園
- 本郷南公園
- 名古屋市立上社小学校
- 名古屋市立上社中学校
- 上社幼稚園
- JAなごや 猪高支店
- 名古屋上社郵便局
- 上社北公園
- 日吉神社
- 佐川急便 中京支店名東営業所
- 愛知県道59号名古屋中環状線
- 東山通（愛知県道60号名古屋長久手線）
- 東名高速道路 名古屋インターチェンジ
- 名古屋第二環状自動車道（名二環） 本郷インターチェンジ

## 本郷バスターミナル

### バス路線

#### 名古屋市営バス
本郷バス停（発着する系統は少ないが幹本郷1の本数が多いためのりばは全部で3ヶ所ある）
- 幹本郷1：本郷 - 猪高緑地・地下鉄平針・本郷（右回り・左回り）
- 本郷11：本郷 - 本地住宅・引山
- 森.郷：本郷 - 大森車庫
- 名東巡回：星ヶ丘 - 本郷 - 猪高車庫
- 深夜1：栄 - 本郷 - 藤が丘

#### JR東名ハイウェイバス
名古屋インターバス停（駅から数百メートル南の愛知県道60号名古屋長久手線（東山通）沿いに所在）
- 新東名スーパーライナー（直行便）を除く全便が停車する[注釈 2]。
- 東京駅・静岡駅行は乗車のみ、名古屋駅行は降車のみ。

#### 無料送迎バス
- 福祉バスサンサン号が地下鉄本郷駅と障害者スポーツセンターとを結んでいる。乗り場は市バスターミナル内にある。

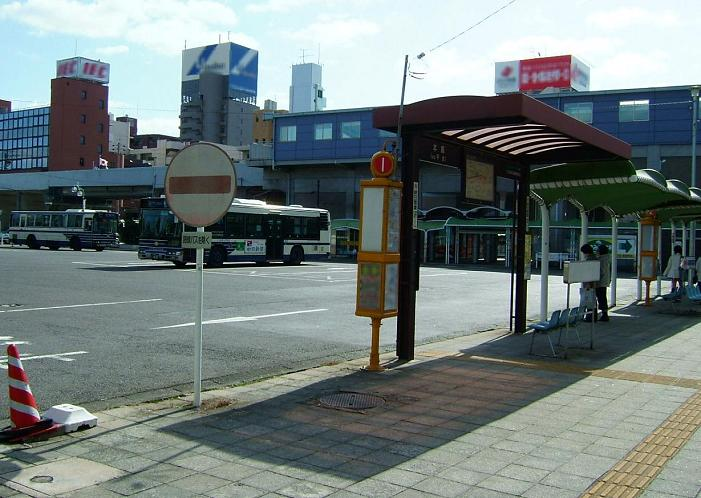
本郷バスターミナル
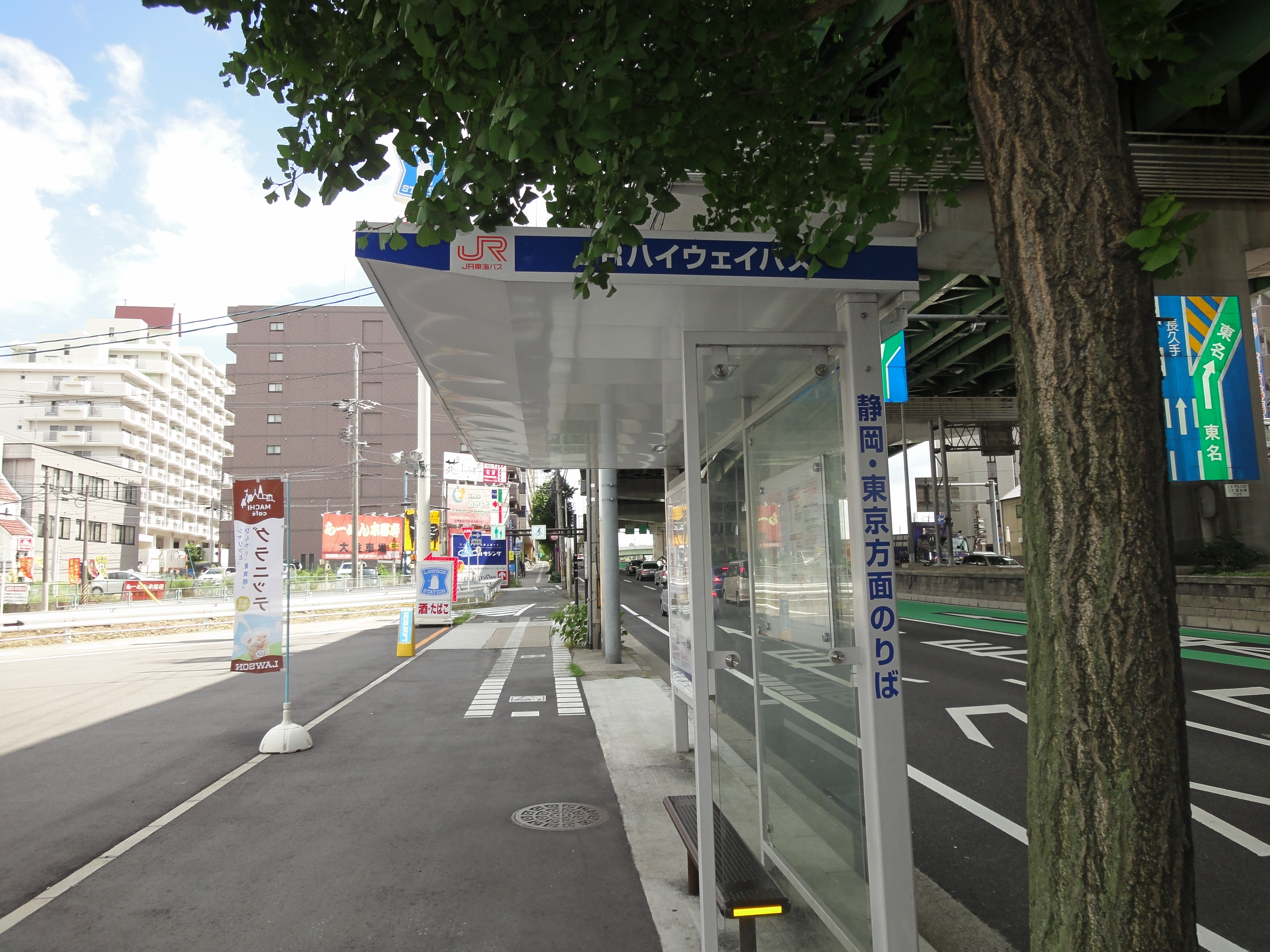
名古屋インターバス停（東京・静岡方面、乗車専用）
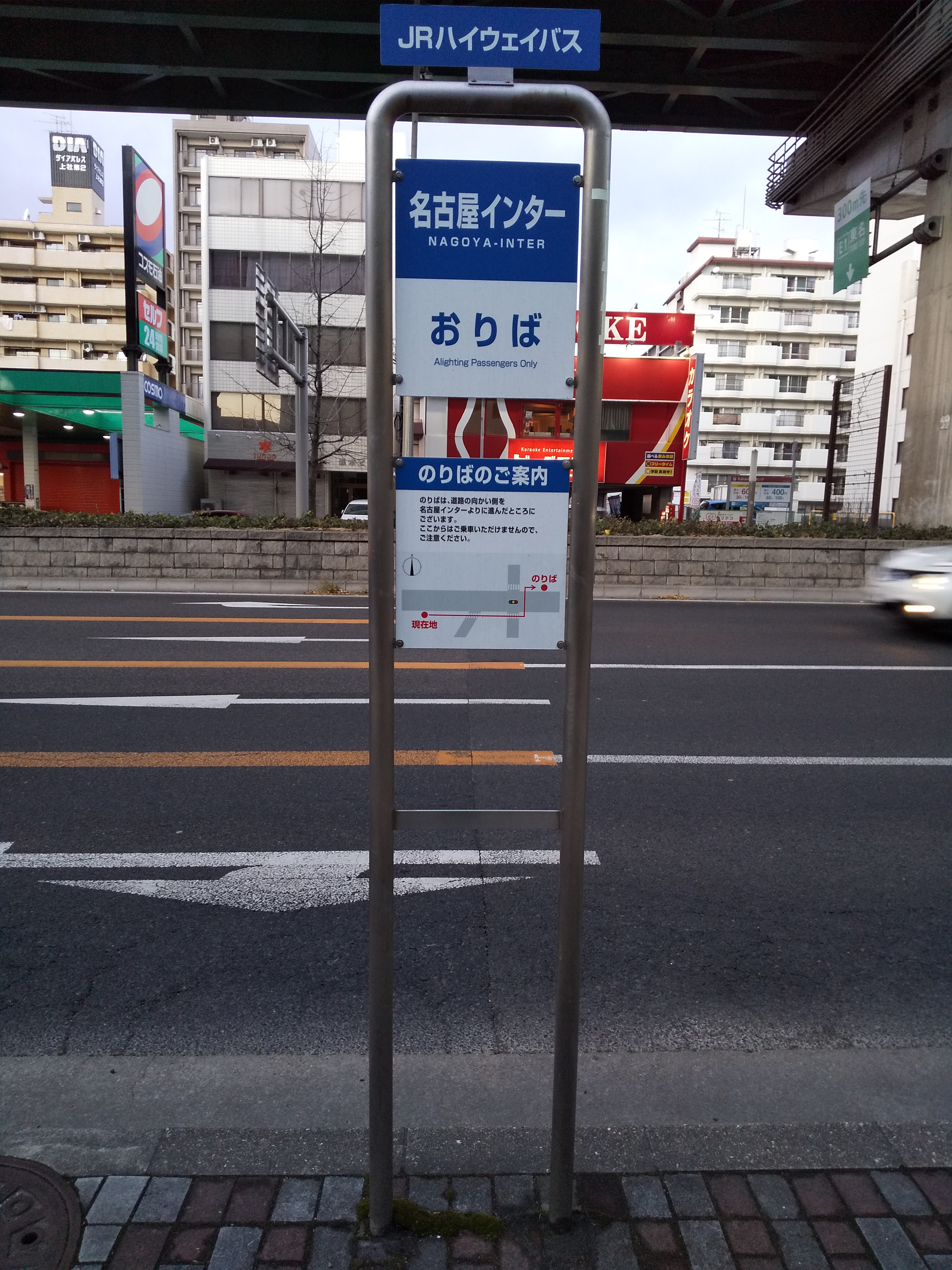
名古屋インターバス停（名古屋駅方面、降車専用）
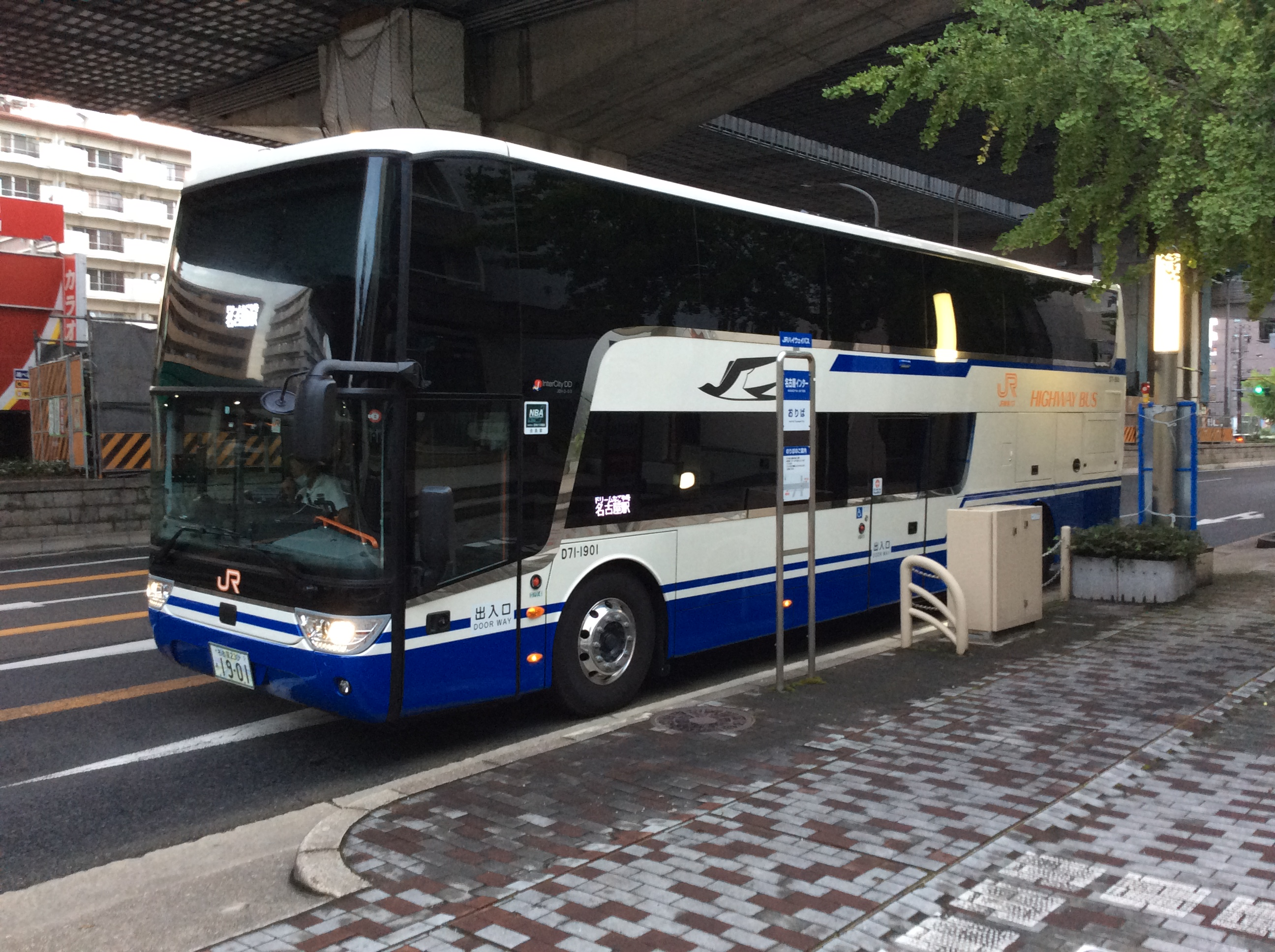
一部の夜行便も停車する（画像はドリームなごや号）[注釈 3]

## 隣の駅
名古屋市営地下鉄
 東山線
上社駅 (H20) - 本郷駅 (H21) - 藤が丘駅 (H22)